# Cianippo
Cianippo (in greco antico: Κυάνιππος?, Kyánippos) è un personaggio della mitologia greca. Fu un re di Argo.

## Genealogia
Figlio di Adrasto e di Anfitea (figlia di Pronace), potrebbe invece essere figlio di Egialeo (anche se in genere è ritenuto suo fratello) e di Cometo (figlia di Tideo).
Non sono noti nomi di spose o progenie.

## Mitologia
Sotto la tutela di Diomede e di Eurialo successe ad Adrasto sul trono di Argo.
Cianippo fu l'ultimo dei re di Argo discendenti da Biante e dopo la sua morte (morì senza eredi), la sua parte dell'Argolide passò a Cilarabe che riunificò il regno.
Prese parte alla guerra di Troia e fu uno di quelli che si nascose nel cavallo di Troia.